# Jeroen Drost
Jeroen Drost (ur. 21 stycznia 1987 w Kampen) – holenderski piłkarz występujący na pozycji obrońcy.

## Kariera klubowa
Drost karierę rozpoczynał jako junior w Go Ahead Eagles. W 2001 roku trafił do młodzieżowego zespołu SC Heerenveen. Do jego pierwszej drużyny został włączony w 2004 roku. W Eredivisie zadebiutował 14 sierpnia 2004 w zremisowanym 1:1 pojedynku z AZ Alkmaar. W debiutanckim sezonie 2004/2005 rozegrał 13 ligowych spotkań. W następnym zaś wystąpił 25 razy. Natomiast w sezonie 2006/2007 zagrał w 9 meczach.
W styczniu 2008 został wypożyczony do innego pierwszoligowca – NEC Nijmegen. Pierwszy mecz rozegrał tam 20 stycznia 2008 przeciwko Ajaksowi (1:1). 10 lutego 2008 w wygranym 5:2 spotkaniu z AZ Alkmaar strzelił swojego jedynego gola w Eredivisie. W barwach NEC Drost wystąpił 5 razy i zdobył 1 bramkę. Po zakończeniu sezonu 2007/2008 powrócił do Heerenveen, a na następny został wypożyczony do Vitesse. W 2009 roku został zawodnikiem tego klubu. W 2011 był stamtąd wypożyczony do FC Zwolle.
W 2012 roku przeszedł do De Graafschap, z którego odszedł w kwietniu 2013. Potem występował już tylko w zespołach amatorskich.
W Eredivisie rozegrał 104 spotkania i zdobył 1 bramkę.

## Kariera reprezentacyjna
Drost jest byłym młodzieżowym reprezentantem Holandii. W kadrze U-21 wystąpił trzy razy. Był uczestnikiem Mistrzostw Europy U-21 w 2006 roku, wygranych przez Holandię.